# Hotel am Wald (Elgersburg)
Das Hotel am Wald in Elgersburg ist ein Hotel im thüringischen Elgersburg (Ilm-Kreis), gelegen an der Salzmannstraße, die von Elgersburg zur Schmücke führt.

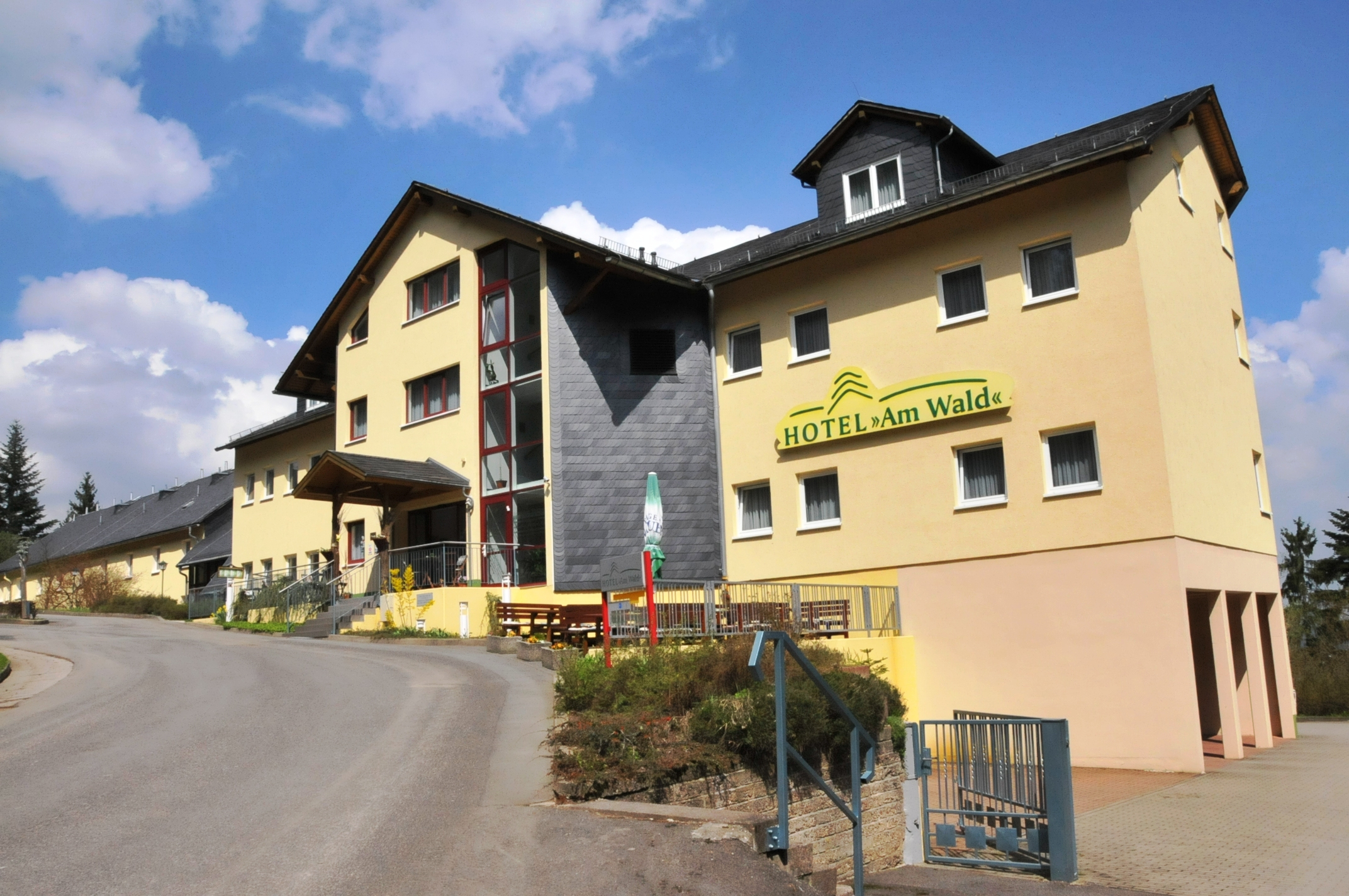
Südostseite des Hauses

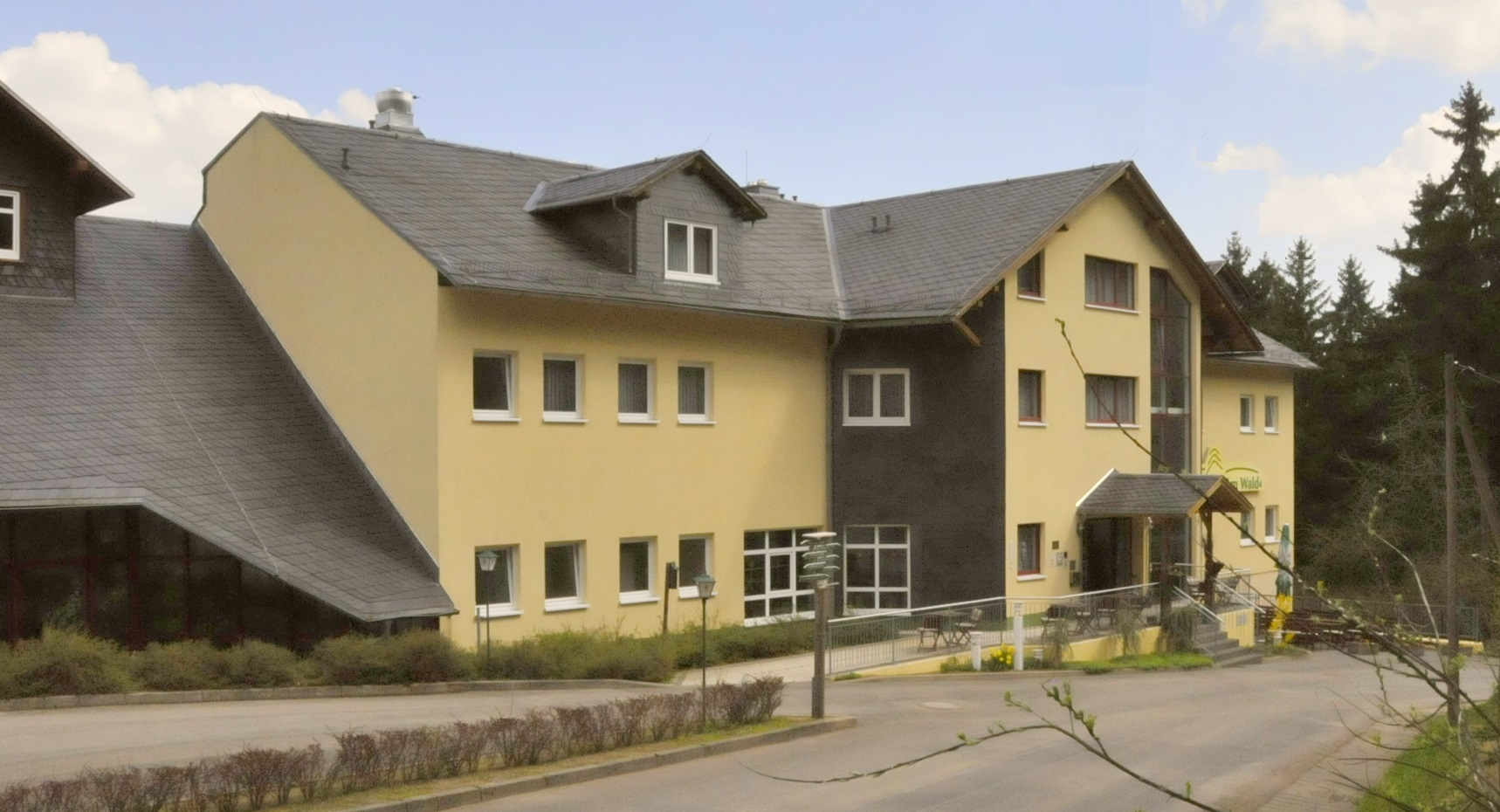
Blick von Südwest

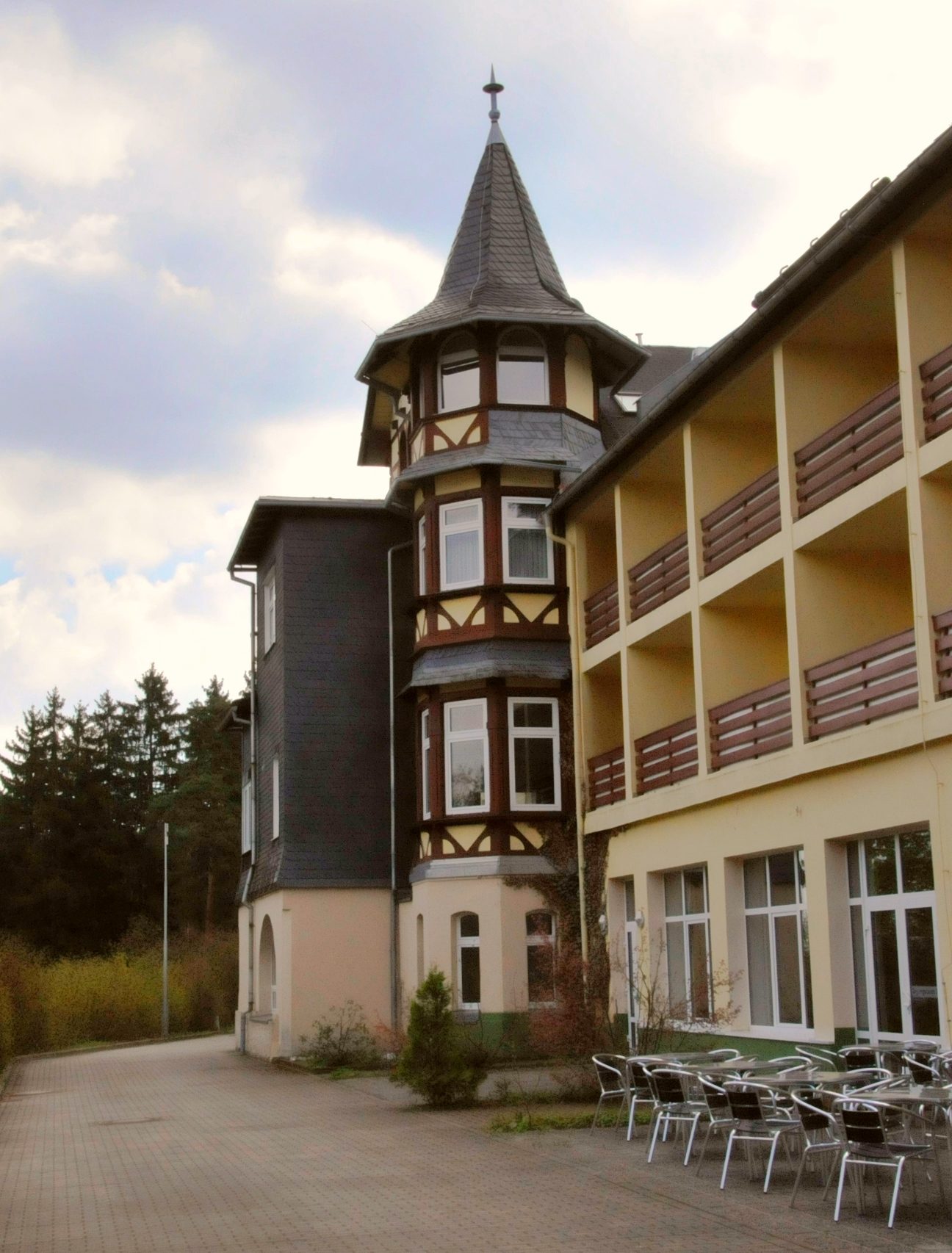
Nördliche Hangseite mit dem ursprünglichen Fachwerktürmchen

## Geschichte
Das ursprüngliche Gebäude wurde 1890 als „Villa Bauer“ errichtet. Als es 1924 vom damaligen Besitzer aus finanziellen Gründen nicht mehr gehalten werden konnte, stand es zum Verkauf. Gegen den Widerstand des damaligen Reichskommissars zur Überwachung der öffentlichen Ordnung wurde das Anwesen von der in Berlin registrierten Quieta-Erholungsstätte-GmbH erworben und der Kaufvertrag notariell besiegelt. Gesellschafter der GmbH waren zwei Genossen aus dem „Lager“ der MOPR, die auch das Geld hierzu zur Verfügung gestellt hatte. Ausschlaggebend war für dieses Objekt die idyllische Lage und die Unterstützung durch die Gemeinde. Der Ort hatte damals 1.400 Einwohner, davon waren 350 Mitglieder der KPD. Im Gemeinderat hatte die Partei eine sichere Mehrheit. Als die thüringischen Staatsbehörden diese bürgerliche Tarnung der Roten Hilfe bemerkte, war es bereits zu spät. Nun versuchte man, die für Ostern 1925 geplante Eröffnung des Kindererholungsheims zu verhindern. Heftige Proteste der Bevölkerung aus ganz Thüringen bewirkten schließlich die Rücknahme des Eröffnungsverbotes. Nachdem am 2. April 1925 im Thüringer Volksblatt der Aufruf und Einladung der „Roten Hilfe Thüringen“ zur Eröffnungsfeier ihres Kinderheims in Elgersburg erschienen war, wurden an den folgenden Tagen die Anmarschrouten für die Volksgruppen veröffentlicht, in denen genau beschrieben wurde, aus welchen Ortschaften und mit welchen Transportmitteln die Gruppen anreisen, auf welchen Wegen sie zu Fuß weiter gehen  und zu welchen Uhrzeiten sie sich wo versammeln sollten. Am Nachmittag des 12. April 1925 übergab Wilhelm Pieck, seit 1924 Leiter der Roten Hilfe Deutschlands, vor 1000 Kundgebungsteilnehmern mit einer Rede das Heim seiner Bestimmung und gab ihm den Namen MOPR. Im April 1926 eröffnete Pieck auch den Erweiterungsbau mit Speisesaal und Badeeinrichtung.
Die folgenden Jahre waren finanziell nicht leicht zu durchstehen, da sich die materiellen Leistungen der Roten Hilfe nur aus Spenden, Mitgliedsbeiträgen und Sammlungen rekrutierten. Im Juni 1926 kam es daher zur Bildung eines Kuratoriums für die Kinderheime der Roten Hilfe, dem u. a. angehörten: Albert Einstein, Egon Erwin Kisch, Heinrich und Thomas Mann, Paul Oestreich, Heinrich Zille und Kurt Tucholsky. In den Spendenquittungen taucht auch der Name von Eduard Sõrmus auf, der in Jena ein Violinkonzert gegeben hatte, an dem ein Betrag von 127,24 M gesammelt worden war.
Von April 1925 bis August 1926 lebten im Heim 188 Kinder von politischen Gefangenen und Ermordeten, von denen 82 unterernährt, 73 Tuberkulose-gefährdet und 31 rachitisch waren. In diesen Jahren kamen auch viele Kinder aus anderen Ländern in das als Durchgangsheim konzipierte Elgersburger MOPR-Heim, z. B. aus Bulgarien und Österreich.
1928 verbot die thüringische Staatsregierung die Weiterführung als Kinderheim. Nun mietete es die KPD von der Roten Hilfe für Schulungszwecke, aber auch zur Erholung für aus der Haft entlassene Genossen. Unter den Erholungssuchenden befanden sich auch Ernst Schneller und Albert Kuntz. Hermann Duncker war zeitweise als Lehrer tätig.
Ab 1931 nutzte die Rote Hilfe das Anwesen wieder als MOPR-Heim. 1933 übernahmen die Nationalsozialisten das Haus als Führerschule der Hitler-Jugend, Offiziersheim und während des Zweiten Weltkrieges als Marine-Kinderheim.
Nach dem Eintreffen der US-amerikanischen Truppen am 29. oder 30. April 1945 wurden die Kinder in ein Kinderheim nach Bad Sulza gebracht. Die Amerikaner beschlagnahmten das Heim und benutzten es bis zu ihrem Abzug im Juni 1945.
Nach 1945 übergab die SMAD Thüringen das Heim an die neu gegründete Volkssolidarität, 1949 gelangte es in den Besitz der SED, Landesleitung Thüringen. Im Mai 1968 gab es ein Wiedersehen mit bulgarischen und sowjetischen Männern und Frauen, die 40 Jahre zuvor im Heim gelebt haben.
Nach erfolglosen Übernahmebemühungen durch die PDS Thüringen kam das Haus unter seinem neuen Namen „Am Wald“ in die Verwaltung der Treuhandanstalt, die es nach langwierigen Verhandlungen wieder an die PDS zurückgab. Am 12. April 2000 wurde zum 75. Jahrestag der Eröffnung des MOPR-Kinderheims eine ständige Ausstellung über die Geschichte des Hauses eröffnet.
Nach der Vereinigung von WASG und PDS zur Partei Die Linke am 16. Juni 2007 ist das Haus jetzt in deren Besitz. Das Hotel verfügt über 40 Zimmer und Appartements, zwei Ferienwohnungen sowie Tagungsräume für bis zu 80 Personen.